# 大城和恵
大城 和恵（おおしろ かずえ、1967年 - ）は、日本の医師、医学博士。専門は循環器内科、山岳医療。日本人初のUIAA/ICAR/ISMM認定国際山岳医。

## 概要
長野県長野市生まれ。長野県長野高等学校、日本大学医学部卒業後、日本大学医学部附属板橋病院第1内科に入局。2002年より北海道大野病院勤務。
2009年、北海道大野病院を退職し渡英、英国国立レスター大学留学。2010年、英国にてレスター大学山岳医療修士を取得し、日本人初のUIAA/ICAR/ISMM認定「国際山岳医」となる。ウェブサイト「山岳医療情報」を開設、山岳医療情報を配信(2018年4月に山岳医療救助機構と名称変更)。
2011年、北海道大野病院復職、山岳外来を開設。循環器内科の専門医としての勤務と並行して山岳医療の外来を行う。同年、北海道警察山岳遭難救助アドバイザー医師に就任。またこの年より日本テレビの｢世界の果てまでイッテQ!｣登山部企画に参画。
2013年5月、80歳の三浦雄一郎のエベレスト挑戦プロジェクトに参加、三浦雄一郎はエベレスト登頂に成功し、最高齢記録を更新した。同年10月、イモトアヤコのマナスル登山企画に山岳医として帯同、本人もマナスルに登頂した。
2014年4月、「世界の果てまでイッテQ!｣イモトアヤコエベレスト登山企画に参加して現地入りしていたが
、大規模な雪崩が発生したために企画自体が中止となった。
2015年夏季より、富士山富士宮口8合目の診療所「富士山衛生センター」に期間勤務。
2018年5月、倉岡裕之がガイドを務めるエベレスト登山隊に参画し、登頂を果たした。
日本登山医学会理事。日本山岳・スポーツクライミング協会医科学委員常任委員。総務省消防庁消防大学講師。北海道大野病院山岳外来勤務。

## エピソード
- 幼い頃から登山好きの父親に山へ連れて行ってもらったり、冬は家族でスキーを楽しんできていたが、本格的に山登りを始めたのは大学時代からだった。もともとバイクが好きで、休みの度にカナダやオーストラリアにバイク旅行に出かけていたが、ある年に涸沢に紅葉を見に行ったことが登山の魅力にとりつかれるきっかけとなった[5]。

- 30代後半のある年の夏休みに、ネパール旅行でヒマラヤをトレッキングをしていたところ、高山病に苦しみフラフラになっている登山客と出会う。パルスオキシメーターで血中酸素飽和度を測定するととても低い値であり、その登山客は水も持っていなかった。呼吸法等を教え、自身の水を分け与えて下山を促したところ、無事下山するに至った。このときに、自分の高山病に対する知識が十分でないことに直面し、山岳医療を専門的に学びたいと考えるようになった。[6]

## 経歴
- 1967年 - 長野県長野市に生まれる。
- 1986年 - 長野県長野高等学校卒業。
- 1992年 - 日本大学医学部卒業。日本大学医学部附属板橋病院第1内科に入局。
- 1998年 - キリマンジャロ(5,895m/タンザニア)登頂。
- 2002年 - 北海道大野病院勤務。
- 2009年 - 北海道大野病院を退職し渡英、英国国立レスター大学留学。
- 2010年9月 - マッキンリー(6,190m/アメリカ)登頂。山頂よりスキー滑降。
- 2010年 - 英国国立レスター大学にて日本人初となる「国際山岳医(UK Diploma in Mountain Medicine)」資格取得[1]。
- 2010年 - ウェブサイト「山岳医療情報」を開設。
- 2011年 - 北海道大野病院復職、山岳外来開設。
- 2011年5月 - 北海道警察山岳遭難救助アドバイザー医師に就任。
- 2011年8月28日 - キリマンジャロ(5,895m/タンザニア)登頂。山岳医参加。(世界の果てまでイッテQ!登山部隊:角谷道弘,イモトアヤコ,立木早絵,大城和恵,石崎史郎他)[7]
- 2013年5月23日 - エベレスト[南東稜](8,848m/ネパール)に挑戦したミウラエベレスト2013隊に山岳医として参加。(ミウラエベレスト2013隊:三浦雄一郎,三浦豪太,倉岡裕之,平出和也)。このとき三浦雄一郎はエベレスト登頂世界最高齢記録更新(80歳223日)。[8]
- 2013年10月2日 - マナスル(8,163m/ネパール)登頂。山岳医参加。(世界の果てまでイッテQ!登山部隊:角谷道弘,イモトアヤコ,貫田宗男,奥田仁一,中島健郎,三戸呂拓也,大城和恵,門谷優,廣瀬あかり,石崎史郎,藤野研介,小野寺健)[9]。
- 2018年5月17日 - エベレスト[北陵](8,848m/チベット)登頂。(Kuraoka Guide Expedition:倉岡裕之,中島健郎,大城和恵,本池晋,前山敏行,上山弘平,伊藤孝浩)[10]

## TV出演等
- 2011年8月28日 日本テレビ「24時間テレビ」 キリマンジャロ登山[7]
- 2013年9月26日 TBS「80歳の冒険家 三浦雄一郎 エベレストに登頂できた秘密」
- 2013年11月10日 日本テレビ「世界の果てまでイッテQ!」マナスル登山[9]
- 2014年5月11日 HBCラジオ「ほっかいどう元気びと」[11]
- 2014年5月18日 日本テレビ「世界の果てまでイッテQ!」「イッテＱ！登山部世界最高峰エベレストへの挑戦～その一部始終～ 」
- 2014年9月13日 テレビ東京「Crossroad」大城和恵[12]
- 2015年10月25日 TBS「夢の扉+」大城和恵[13]
- 2016年8月11日 HBC「今日ドキッ!」三浦雄一郎さん大城和恵さんと高橋・堀内キャスターが登山!「旭岳」標高2,291メートル[14]
- 2018年7月18日 NHK「視点・論点」登山者が自ら取り組む"山岳医療"[15]
- 2021年11月16日 STVラジオ「吉川のりお スーパーLIVE」18時台インタビュー対談コーナーに生出演

## 著書
- 大城和恵著『三浦雄一郎の肉体と心 80歳でエベレストに登る7つの秘密』(2014/10/21,講談社+α新書) ISBN 978-4062728713
- 大城和恵著『登山外来へようこそ』(2016/8/10,角川書店) ISBN 978-4040820736

## 関連書籍
- 三浦雄一郎著『私はなぜ80歳でエベレストを目指すのか』(2013/4,小学館101新書) ISBN 978-4098251612